# كونستانتين روميو ستانكو
كونستانتين روميو ستانكو (بالرومانية: Romeo Stancu)‏ (11 مايو 1978 في رومانيا - ) هو لاعب كرة قدم روماني في مركز الوسط. لعب مع بولتيهنيكا تيميسوارا ورابيد بوخارست ونادي أوتسيلول غالاتسي ويونيفرسيتاتيا كرايوفا وAFC Rocar București ‏ ونادي ميوفيني ‏ وCSM Unirea Alba Iulia ‏ وبولي تيميشوارا ‏.

## وصلات خارجية
- كونستانتين روميو ستانكو على موقع قاعدة بيانات كرة القدم.إي يو (الإنجليزية)
- كونستانتين روميو ستانكو على موقع Soccerway.com (الإنجليزية)
- كونستانتين روميو ستانكو على موقع عالم كرة القدم.نت (الإنجليزية)